# 圣彼得罗-因菲内
圣彼得罗-因菲内（義大利語：San Pietro Infine）是意大利卡塞塔省的一个市镇。总面积14平方公里，人口1002人，人口密度71.6人/平方公里（2009年）。ISTAT代码为061079。